# 액티브 포맷 디스크립션

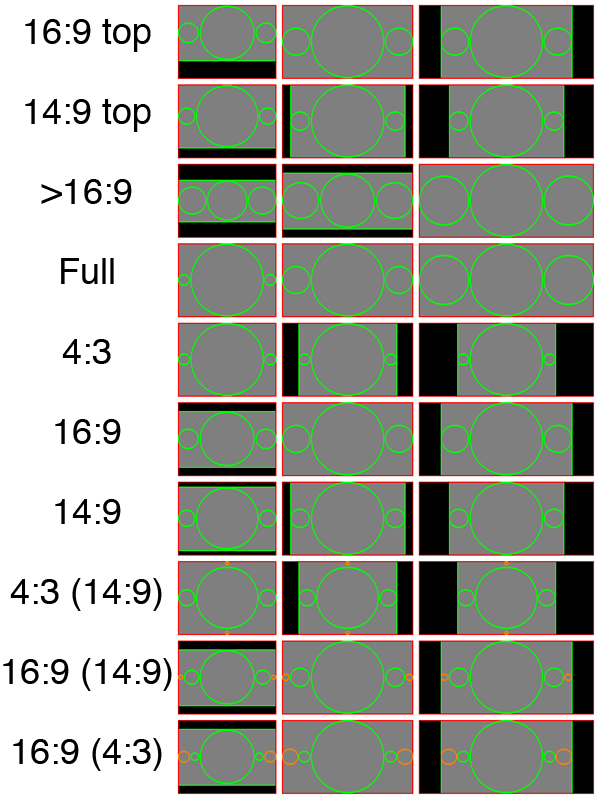

액티브 포맷 디스크립션(Active Format Description, AFD)는 MPEG 비디오 스트림이나 기저대(baseband) SDI 비디오 신호에서 화면 비율이나 액티브 픽처(active picture)의 특징에 관한 정보를 전달하는 표준 코드의 집합이다. AFD는 4:3과 16:9 화면 비율을 갖는 텔레비전 세트에 다른 형태의 방송 영상을 적합하게 보여줄 수 있게 해준다. 또한 16:9 비율의 영상을 4:3 화면에 어떤 방식으로 하향 변환하여 출력할지를 방송국에서 동적으로 조절할 수 있게 해준다.
표준 AFD 코드는 비디오 장치에 액티브 비디오(active video)가 화면의 어느 위치에 있는지 또는 반드시 화면에 출력되어야 하는 보호 영역의 위치 정보를 가진다. 보호 영역의 밖(화면 좌우 또는 상위 끝 부분)은 중요한 부분을 담지 않으므로 제거가 되더라도 시청자가 중요한 부분을 놓치지 않게 된다. 비디오 디코더와 출력 장치는 이러한 정보와 출력 장치의 크기 및 비율 정보, 사용자의 설정 상태를 이용하여 출력 모드를 선택한다.
비록 MPEG만으로도 가능하긴하지만 AFD는 와이드 스크린 신호를 생성하기 위해 사용된다. AFD는 MPEG 표준에 정의된 것은 아니며 DVB 표준의 확장이다. SMPTE 또한 baseband SDI 전송을 위해 AFD를 채용했다.
액티브 포맷 데스크립션(Active Format Description)은 때론 액티브 포맷 데스크립터(Active Format Descriptor)로 잘못 표기되기도 한다. 그러나 데스크립터(descriptor)라는 용어는 사용하지 않으며 이것은 다른 디지털 TV 그룹에서 사용되는 용어이다. AFD 데이터는 MPEG의 비디오 계층을 이용하여 전송한다. 디지털 비디오를 통해 전송될 경우 AFD는 비디오 인덱스 정보(비디오 라인 11)에 위치한다. AFD는 MPEG의 비디오 계층을 전송을 위하여 이용만 할뿐 MPEG 표준에 정의되어 있는 것은 아니다.)
AFD를 이용하면 방송국은 화면 비율의 변경 타이밍을 MPEG만을 이용했을 경우 보다 더 정교하게 조절할 수 있다. MPEG 표준은 그룹 오브 픽처스(Group of Pictures)가 새로 바뀔 경우에만 화면 비율을 변경할 수 있기 때문이다. MPEG의 그룹 오브 픽처스는 보통 12프레임 즉, 약 0.5초마다 변경되므로 4:3과 16:9를 자주 변경하는 방송국에서는 정밀하지 못하다고 판단할 수 있다. AFD를 지원하는 플랫폼에서는 방송국에서 직접 화면 비율을 변경할 필요가 없고 AFD를 통해 화면 비율 정보를 기술하므로 화면 비율 컨버터의 필요도 줄어든다.

## 같이 보기
- 와이드스크린